# 首都早報
《首都早報》，是台灣在解除報禁之後創刊的日報。《首都日报》在1989年5月4日試刊，1989年6月1日創刊，1990年8月28日停刊，創辦人為康寧祥。

## 營運概況
《首都早報》的登記資本額為新台幣四億元，據悉最大出資人為一營造界名人但並不願出名，創刊時董事長為王璽瑜（屢想從政但皆未成功的建商，曾任台北市建材商業同業公會理事長、臺北市塑膠製品商業公會理事長），副董事長為葉榮嘉（建築師、榮嘉投資股份有限公司總經理），常務董事劉豐彥（飛順國際股份有限公司董事長）、康寧祥（常務董事兼發行人），董事為白省三（建築師、消費者文教基金會董事長）、林文彬（前台灣省立台中醫院婦產科主任）、洪茂榮（台北市迪化街人士，博揚投資股份有限公司董事長）、徐明德（時任台北市議員）、陳金德（時任台灣省議員）、廖運範（現為中央研究院院士，肝膽科權威，當時為長庚醫院肝膽科主任）、陳春銅（良茂建設股份有限公司董事長）、謝明洋（艾力克新加坡私人公司董事長、昶通國際股份有限公司常務董事），監察人王文猷（美商第一聯美銀行副總裁）、田再庭（律師、前民間全民電視公司董事長）。駐董事會顧問為台大哲學系事件受害人李日章（為康寧祥親密摯友，為報社核心）。
《首都早報》創刊社長為康寧祥大學同學張逸勢（長年居於海外，籌備創刊才回國），總編輯為從《聯合報》挖角的戎撫天。創刊時原計畫邀請呂秀蓮擔任總主筆，但最後請台大歷史系教授鄭欽仁擔任。創刊時報社人事如下：副社長計有三位許陽明（負責總務人事）、張永誠（負責廣告發行）、林蒼祥（現淡江大學教授，負責財務會計），副總編輯計有三位徐慰虹（兼政治中心主任）、李義仁（兼國際新聞中心主任）、黃鴻仁（兼財經新聞中心主任），駐美國特派員彭光理（Michael J. Fonte，2002年擔任民進黨中央黨部國際事務部駐華府聯絡人），駐香港特派員黃國華，主筆室主任李筱峰，印刷廠廠長許玉川。後《首都早報》曾改組人事，名政論家江春男繼任社長兼總編輯。
由於《首都早報》的資金不足、與通路未能順利打通，《首都早報》於1990年8月27日停刊。《首都早報》創刊時集合了六十多個小股東，當時以為這樣可以獨立辦報、不被財團和政客控制，後來才知道這將導致：報紙出問題時沒有人願意負責。
《首都早報》停刊三個月後，以〈媒體與不實廣告〉為主題的15篇報導讓楊憲宏、方儉、李鍾梅、洪淑蓉與蕭世暉等五人獲得金鼎獎公共服務類團體獎。

## 創刊宗旨
《首都早報》籌備時即專職投入記者招募工作。
《首都早報》創刊宗旨揭諸「忠實傳達台灣人民的心聲，一份真正屬於台灣社會的報紙」，也以敢言作為其號召。

## 敢於發表言論批評
1990年，總統李登輝任命郝柏村出任行政院院長，《首都早報》曾經以斗大頭版標題〈幹！反對軍人組閣〉導致各大報跟進報導而名噪一時。1990年，民進黨秘書長張俊宏拒絕《首都早報》記者林國明出席其即將舉行的公開記者會，跑民進黨新聞的記者集體抵制該場記者會以聲援林國明，使該場記者會流會。《首都早報》以〈媒體與不實廣告〉為主題的15篇報導，是膾炙人口的報導。

## 培育媒體英才
目前不少的台灣媒體工作者都曾經於《首都早報》服務。
創辦人
《首都早報》創辦人康寧祥，創刊時任立法委員，後曾任第二屆國民大會代表、監察委員、國防部副部長、國家安全會議秘書長、總統府資政。
副社長
《首都早報》副社長許陽明曾任第二屆國民大會代表、民進黨副秘書長、台南市副市長；其夫人管碧玲為原台北大學公共行政暨政策系副教授，現任立法委員。
編輯部高層
- 《首都早報》第一位總編輯戎撫天，前《中國時報》執行副總編輯（現為《旺報》總主筆）。
- 《首都早報》副總編輯楊憲宏，現為政治評論家。
- 《首都早報》副總編輯金恆煒，現為《自由時報》專欄作家。
- 《首都早報》政治組主任黃清龍（前《中時晚報》、《中國時報》總編輯）

攝影記者
《首都早報》攝影記者符鼎偉轉投入傳播業。
記者
- 政治與軍事評論家張友驊曾任《首都早報》軍事記者。
- 《首都早報》記者吳仁杰等人曾在立法院擔任助理
- 《首都早報》記者陳盛山（後曾任職交通部長辦公室、高雄市政府觀光局長）
- 《首都早報》記者彭孝維，曾任台北市議員助理
- 《首都早報》記者傅台成，曾參選第二屆國民大會代表但落選
- 《首都早報》記者謝英士，轉任律師
- 《首都早報》記者劉志卿，轉任法官
- 陳高超，後來轉為電視名嘴、富比士網路科技執行長、《富比士地產王月刊》社長、國衛電視台《夜夜高潮》主持人。
- 周慶輝、胡永芬，這兩位後來成為《時報周刊》記者。
- 怡、邱婷（其母親為亂彈名家），這兩位後來成為《聯合報》記者。
- 原台大學運學生林國明，曾擔任首都早報政治記者，在《首都早報》停刊後留學美國耶魯大學獲社會學博士，現專任教台大社會系。

會計
- 林國明的夫人崔良芬，曾於《首都早報》任職會計。